# Andragathius
Andragathius ou Andragatius (mort en 388) est un général romain qui fut notamment au service de l'empereur Gratien.
Selon Zosime, Andragathius était originaire des environs du Pont-Euxin.
Il trahit Gratien pour l'usurpateur Maxime, et l'assassine dans sa fuite, en 383.
Après la défaite de Maxime face à Théodose Ier, il se donne la mort en 388, en se jetant à la mer.

## Sources primaires
- Zosime, Histoire nouvelle, Livre IV.
- Comte Marcellin, Chronique.

## Source secondaire
Marie-Nicolas Bouillet  et Alexis Chassang (dir.), « Andragathius » dans Dictionnaire universel d’histoire et de géographie, 1878 (lire sur Wikisource)